# Cimetière de Senlis
Le cimetière de Senlis, dit aussi cimetière ancien, est un des cimetières municipaux de Senlis dans le département de l'Oise.

## Histoire et description
Ce cimetière du milieu XIXe siècle est formé d'allées rectilignes sans presque aucune végétation avec une place dominée par un calvaire où sont enterrés des ecclésiastiques de Senlis. Il a conservé des sépultures anciennes, dont certaines sont décorées de bas-reliefs, statues (anges, pleureuses, comme sur la tombe de la famille de l'architecte Fabien Morin 1893-1976, etc.), mais la plupart des tombes sont extrêmement simples et très modestes. On remarque l'obélisque de l'officier napoléonien, le capitaine Jean-Baptiste Deshais, qui fait mention de toutes les batailles auxquelles il participa. Ce cimetière offre un lieu propice au recueillement et au souvenir.

## Personnalités inhumées
- Georges Cziffra (1921-1994), pianiste hongrois naturalisé français, fondateur du festival de musique de La Chaise-Dieu (tombe avec un bas-relief en marbre du pape Sylvestre II de la sculptrice Maria de Faykod), inhumé avec son fils György mort en 1981.
- Louise-Célina de Junquières, marquise de Giac (1806-1875), salonnière qui reçut Alfred de Vigny, Gérard de Nerval, Alexandre Dumas père et Alexandre Dumas fils dans son château de Valgenceuse.
- Eugène Odent (1855-1914), maire de Senlis fusillé par les Allemands.
- André Paisant (1868-1926), avocat, député de l'Oise et sous-secrétaire d'État aux Finances.